# Geoxus valdivianus
Geoxus valdivianus és una espècie de mamífer rosegador de la família dels cricètids. Viu al sud de l'Argentina i el centre i sud de Xile. Els seus hàbitats naturals són la selva de Valdivia i els boscos i matollars subantàrtics. És una espècie en risc mínim, és a dir, no sembla que hi hagi cap amenaça significativa per a la seva supervivència. El seu nom específic, valdivianus, significa ‘de Valdivia’ en llatí.